# Идра
И́дра (Гидра, греч. Ύδρα от др.-греч. ὕδωρ — «вода») — остров греческой морской славы. Находится в заливе Сароникос в Греции. Расположен близ юго-восточного побережья области Арголида у восточного побережья полуострова Пелопоннес и отделен от неё одноимённым проливом. Площадь острова — 49,586 км², длина береговой линии — 56 км. Расстояние от Пирея до административного центра острова Идры — 37 морских миль.

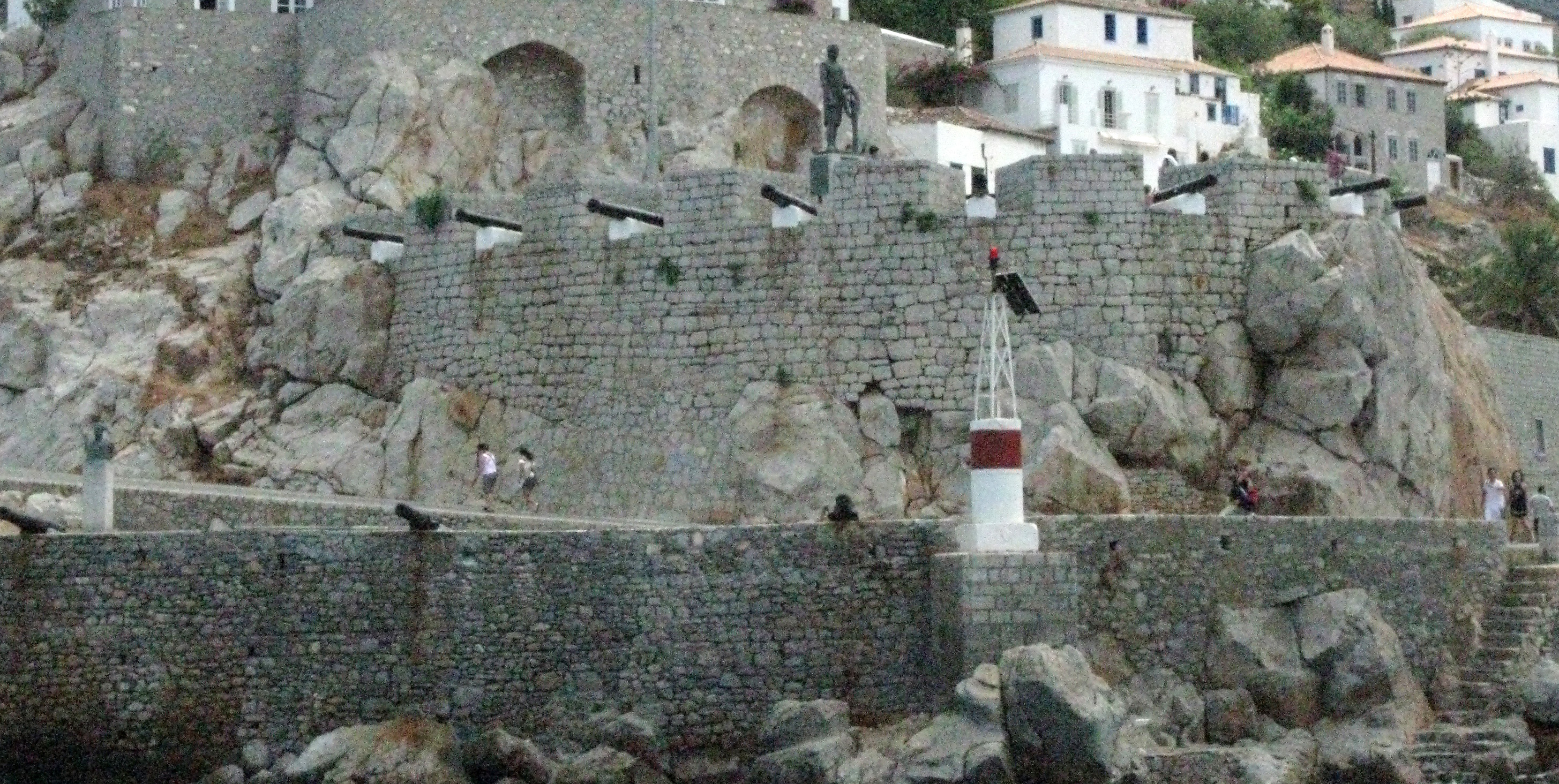
Батарея на левом бастионе при входе в гавань Идры

Население общины Идра насчитывает 1966 жителей (по переписи, произведённой в 2011 году), из них 18 жителей — на острове Докос. Крупнейшее поселение на острове — Идра (Ύδρα). Его кварталы расположены вокруг гавани, имея в плане форму полумесяца. На набережной гавани находятся отели, рестораны, рынки и магазины, которые обслуживают туристов и местных жителей. На острове отсутствует автомобильное движение, за исключением мусоровозов. В качестве транспорта используются лошади, ослы, мулы и велосипеды. Известный курорт, прославившийся тем, что на острове имеют дома некоторые мировые знаменитости и богатые афиняне.

## История острова

Флаг Идры во время Греческой революции в 1821 году

Остров впервые упоминается под именем Гидрея (др.-греч. Υδρέα, лат. Hydrea), по причине многочисленных водных ключей. В микенский период остров населяло племя дриопов. Скалистый остров, со скудной землёй, оставался в тени истории в течение тысячелетий. В XV веке на острове нашло убежище бежавшее от турецкого нашествия греческое население соседнего Пелопоннеса, среди которого были представлены и многочисленные православные албанцы-арваниты. Последние, сплотившись в крепкий фис (клан), оставили заметный след в местном говоре островитян, который сохранялся вплоть до конца XIX века. В русской литературе XVIII—XIX веков албанцев острова Идры иногда именовали «гидриотами».
Скудная земля была не в состоянии прокормить население, которое обратилось к морю. Со временем (г)идриоты (и греки, и албанцы) сделались отличными моряками. Развивалось на острове и кораблестроение. Этапами подъёма острова Идры стали Кючук-Кайнарджийский мирный договор (1774 г.), позволивший греческим судовладельцам нести русский флаг (во избежание турецкого произвола), и Наполеоновские войны, когда корабли греческих судовладельцев прорывали блокаду французских портов, установленную английским флотом. Это была эпоха расцвета острова. Одновременно корабли Идры начали с 1803 года пересекать Атлантику, доходя до Монтевидео. Открывшиеся морские пути дали возможность некоторым жителям Идры эмигрировать в Южную Америку. Несмотря на малочисленность эмигрантов, несколько (г)идриотов оставили своё имя на скрижалях Аргентинской истории. В частности, это братья Петрос и Михаил Спиру, а также Николаос Колманиатис Георгиу. Бронзовый барельеф последнему установлен у входа в исторический музей Идры. А бюст его, работы аргентинского скульптора Луиса Перлотти (исп. Luis Perlotti), подаренный острову Эвитой Перон, находится в самом музее.
На скалистой и бедной природными ресурсами Идре не было турецкой администрации, однако остров был обязан поставлять ежегодно 250 моряков на турецкий флот. «Без греков никогда бы не было османского флота», — писал французский адмирал и историк Жюрьен де ла Гравьер.
К началу Освободительной войны в 1821 году остров населяли 28 000 душ, из которых 10 000, практически всё мужское население, были моряками. Многие богатые судовладельцы острова без особого энтузиазма восприняли весть о начале войны с турками. Понадобился бунт экипажей под руководством А. Иконому, чтобы корабли Идры присоединились к кораблям уже восставшего против турок соседнего острова Спеце. Остров Идра, с его 120 вооружёнными торговыми кораблями, наряду с островами Спеце и Псара стал одним из основных оплотов Греческой революции на море. Размеры флота Идры делали его первым среди этих островов и, как следствие, первый адмирал Идры автоматически становился командующим всего революционного флота. Корабли Идры приняли участие практически во всех морских сражениях Освободительной войны 1821—1829 гг., совершая походы до Александрии и Бейрута. Это сделало Идру целью османского флота, который вместе с флотами вассальных Египта, Алжира, Триполитании и Туниса попытался в сентябре 1822 года взять и разорить Идру, вместе с соседним Спеце. Победа греческого флота над объединённым мусульманским флотом (сражение при Спеце) спасла оба острова.
В 1831 году на острове вспыхнуло восстание уже против греческого правительства президента И. Каподистрия, в его подавлении на стороне правительственных войск приняли участие и моряки российской эскадры контр-адмирала Петра Рикорда.

## В возрождённой Греции
После частичного освобождения страны, морские и торговые центры стали постепенно перемещаться первоначально в Эрмуполис, на остров Сирос, а затем в аттический Пирей. По мере внедрения на флоте пароходов и стального судостроения, Идра к началу XIX века приходит в упадок. Основой местной экономики стал рыбный промысел.
Но — одновременно — с началом Греческой революции и на протяжении последующих 2-х веков этот маленький остров дал возрождённой Греции несколько десятков адмиралов, включая командующих флотом, и несколько десятков политиков, включая 5 премьер-министров страны и первого (третьего) президента Греческой республики адмирала Кунтуриотиса. В то же время остров дал Греции нескольких известных художников и вдохновлял художников с мировым именем, таких как П. Пикассо и М. З. Шагал.
С 1936 года на Идре функционирует филиал Афинской школы изящных искусств.

Мальчик на дельфине, скульптура, установленная в 2006 году на Идре и посвящённая одноимённому фильму

Туристической известности Идры способствовал фильм «Мальчик на дельфине», снятый на острове в 1957 году, с Софи Лорен в одной из главных ролей. Однако, защищённый греческим законодательством, своей скалистой природой и отсутствием автомобильного транспорта, остров избежал участи многих туристических островов и сохранил своё историческое лицо.

## Община Идра
Община Идра (Δήμος Ύδρας) входит в периферийную единицу Острова в периферии Аттика. Община включает в себя острова Айос-Еорьос, Докос, Ставрониси, Трикери и другие. Население общины — 1966 жителей по переписи 2011 года. Площадь общины — 64,443 км². Плотность — 30,51 чел./км². Содружество Идра создано в 1835 году и в 1946 году было признано как община (дим).
Димархом общины на местных выборах 2014 года выбран Йоргос Кукудакис (Γεώργιος Κουκουδάκης).
| Населённый пункт                     | Население (2011), человек |
| ------------------------------------ | ------------------------- |
| Айос-Еорьос (остров)                 | 0                         |
| Айос-Иоанис (остров)                 | 0                         |
| Айос-Констандинос                    | 0                         |
| Айос-Николаос (остров)               | 0                         |
| Вениза (остров)                      | 0                         |
| Влихос                               | 19                        |
| Докос (остров)                       | 18                        |
| Зойери                               | 2                         |
| Зонгеика                             | 0                         |
| Идра                                 | 1900                      |
| Кивотос (остров)                     | 0                         |
| Климаки                              | 0                         |
| Лимьониза (остров)                   | 0                         |
| Мандраки                             | 11                        |
| Монастырь святой Евпраксии           | 1                         |
| Монастырь святого Николая            | 4                         |
| Монастырь Святой Троицы              | 2                         |
| Монастырь Рождества Богородицы Зурва | 7                         |
| Монастырь пророка Илии               | 2                         |
| Молос                                | 0                         |
| Паламидас                            | 0                         |
| Петаси (остров)                      | 0                         |
| Платониси (остров)                   | 0                         |
| Ставрониси (остров)                  | 0                         |
| Трикери (остров)                     | 0                         |
| Эпископи                             | 0                         |

## Население общины
| Год  | Население общины, человек |
| ---- | ------------------------- |
| 1991 | 2437                      |
| 2001 | 2646                      |
| 2011 | ↘ 1966                    |

## Достопримечательности

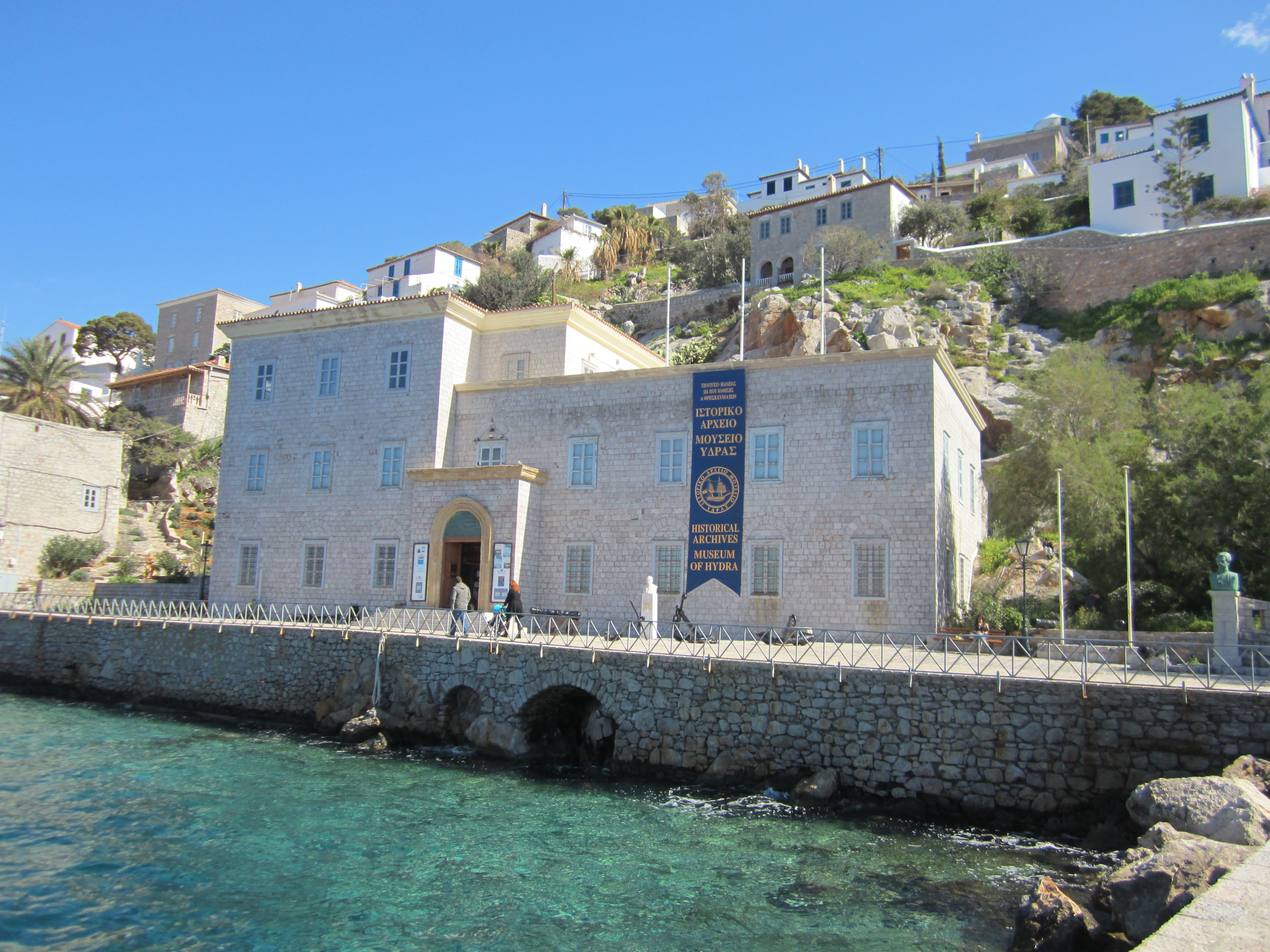
Исторический архив и музей Идры

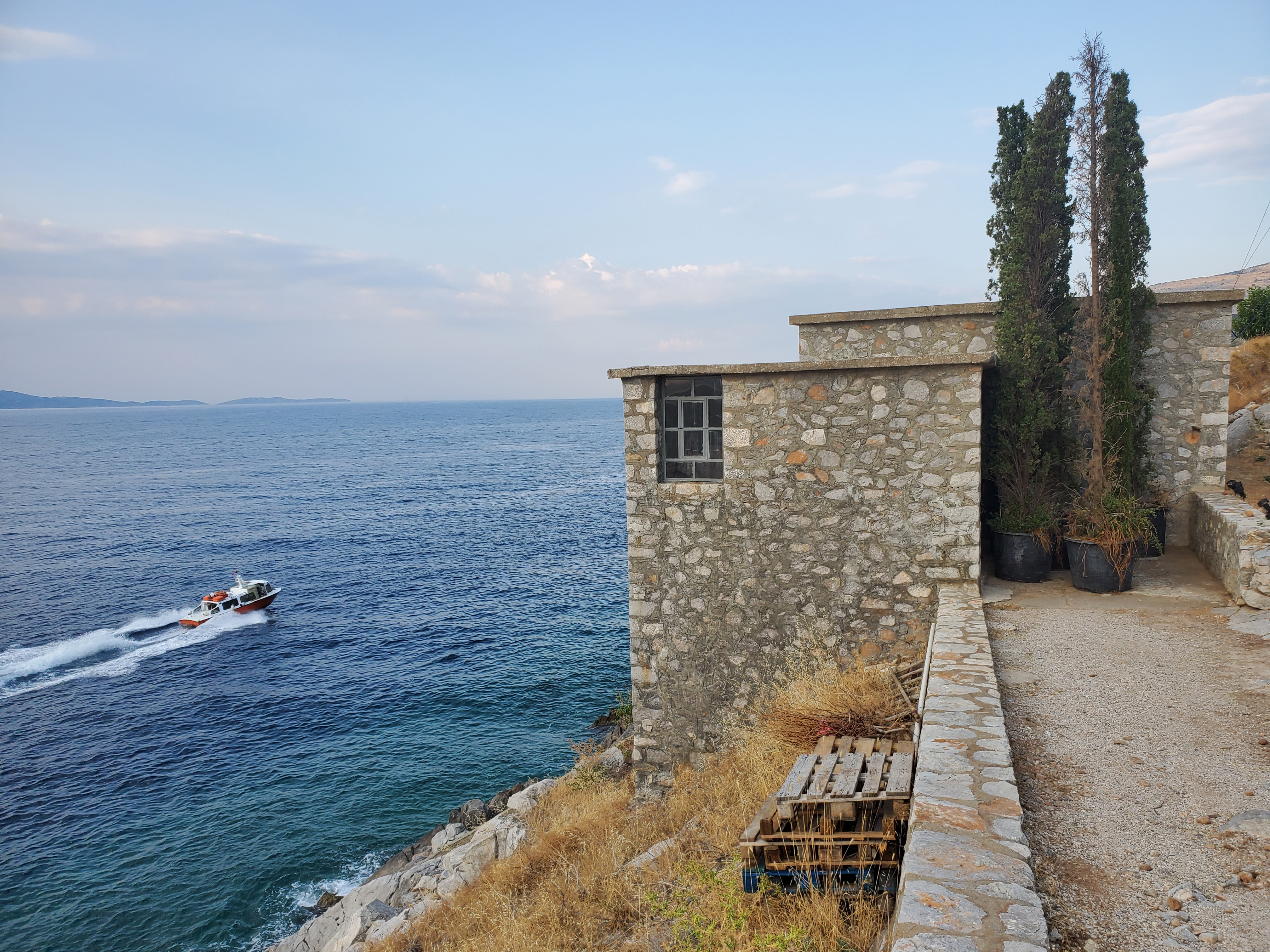
Бывшая скотобойня, нынче выставочное пространство современного искусства Slaughterhouse.

- Бастионы с орудиями при входе в гавань, справа и слева.
- Бронзовый памятник адмиралу Миаулису работы скульптора К. Казакоса. Отсюда открывается панорамный вид на северное побережье острова.
- Особняк Георгия и Павлоса Кунтуриотисов. Здесь перед особняком, среди сосен и под огромным мраморным крестом, видным с моря, погребён командующий греческим флотом в победных морских сражениях у Элли и при Лемносе и первый президент Греческой республики адмирал Павлос Кунтуриотис.
- Мраморный памятник адмиралу Кунтуриотису на набережной гавани.
- Особняк Лазароса Кунтуриотиса — мореплавателя и судовладельца, пожертвовавшего в 1821 г. почти всё своё достояние на вооружение греческого флота. Функционирует как филиал Национального исторического музея.
- Монастырь Успения Богородицы, в котором находится гробница Лазароса Кунтуриотиса.
- Монастырь Вознесения девы Марии (XVII века), при котором функционирует Церковный Византийский музей.
- Храм Святого Константина Идриота, который построен на месте его дома в Киафа.
- Зал искусств и концертов Мелина Меркури, с постоянными экспозициями известных художников.
- Исторический архив и музей Идры, где, кроме исторических и морских экспонатов, в серебряном лекифе хранится забальзамированное сердце адмирала А.-В. Миаулиса.
- Четырёхэтажный особняк Манолиса и Якова Томбазиса, где с 1936 года функционирует филиал Афинской школы изящных искусств.
- Двойной монастырь Святой Евпраксии и Пророка Ильи, вознесённые над главной гаванью.
- Монастыри Святой Троицы, Святой Матроны, Святого Николая и Богородицы Зурвы.
- Мореходное училище. Располагается в особняке судовладельцев А. Тсамадоса и А. Кулураса (1780—1810).
- Первая аптека острова. Функционирует с 1890 года.
- Дом Леонарда Коэна, где он жил в 1960-х годах и сочинил хит Bird on the Wire[англ.].
- Скотобойня (Slaughterhouse) — выставочное пространство Фонда современного искусства «Deste»[англ.] коллекционера Дакиса Иоанну[англ.], открытое с июня по сентябрь[16].
- Особняк Коллоредо - Мансфельд

## Миаулия
Празднование в честь адмирала Миаулиса и его победы в морском сражении при Геронтас происходит в последние субботу и воскресение июня каждый год. В субботу вечером в 22:00 остров погружается во тьму. В гавани острова сжигается плавсредство, символизирующее сожжённый турецкий флагманский корабль. После этого остров освещается праздничными фейерверками.

## Воскресение Господне
Остров сохраняет особую морскую церковную традицию. В Камини (в 5 минутах на катере и 15 минутах пешего хода от гавани), шествие Эпитафия заканчивается в бухте. Эпитафий (икона) на плоту входит в море, чтобы освятить воды и зачитать молитвы за моряков о спокойных походах и быстром возвращении. В центральной гавани Идры встречаются процессии Эпитафия четырёх приходов Идры. В воскресение, после захода солнца, подвешенное чучело Иуды расстреливается оружием островитян и сжигается.

## Ребетико
Поклонники греческого музыкального течения Ребетика организуют на острове в октябре ежегодный международный открытый съезд. Инициатива организации съездов принадлежит «Институту Ребетологии Лондона». Принимают участие исследователи течения, музыканты и певцы Ребетико.

## Туризм, досуг, транспорт

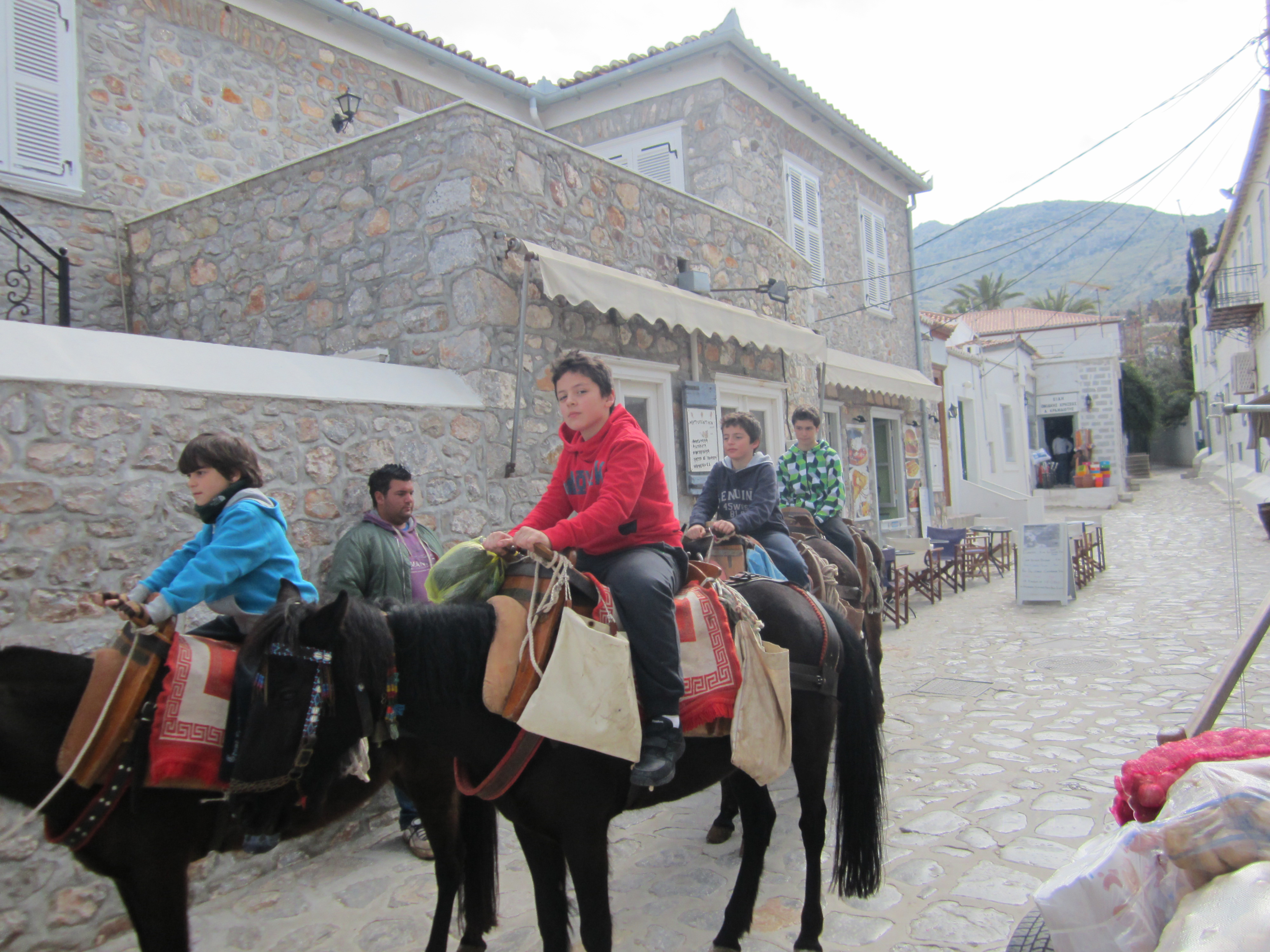
Мулы на Идре не только транспорт. Езда на мулах — аттракцион для детей Афин.

Сегодняшняя экономика острова Идра главным образом зависит от туризма. Основным контингентом туристов являются афиняне. Суда на подводных крыльях («Летающие Дельфины») и скоростные катамараны обеспечивают связь острова с портом Пирея (расстояние в 37 морских миль) — за 1 час и 30 минут, а также обеспечивают связь с соседними островами залива Сароникос: Порос, Эгина, Спеце и Монемвасия.
На острове нет автомобилей, но к нему можно подъехать со стороны Пелопоннеса, оставив автомобиль на стоянке в Метохи (2 часа и 30 минут от Афин). Отсюда катерами можно добраться до острова за 12 минут.
Учебный парусник ВМФ Аргентины «Либертад», в ходе ежегодного кругосветного путешествия аргентинских курсантов, производит выстрелы-салюты на рейде Идры в честь сыновей Идры Николаса Хорхе (Колманиатиса) и Самуэля Спиру, героев войны за независимость Аргентины.

## Галерея

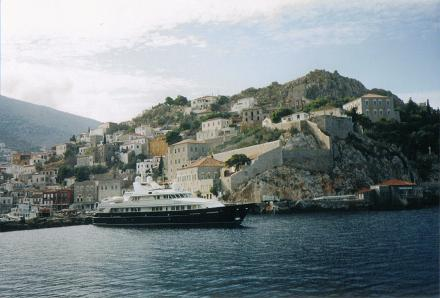
Остров Идра
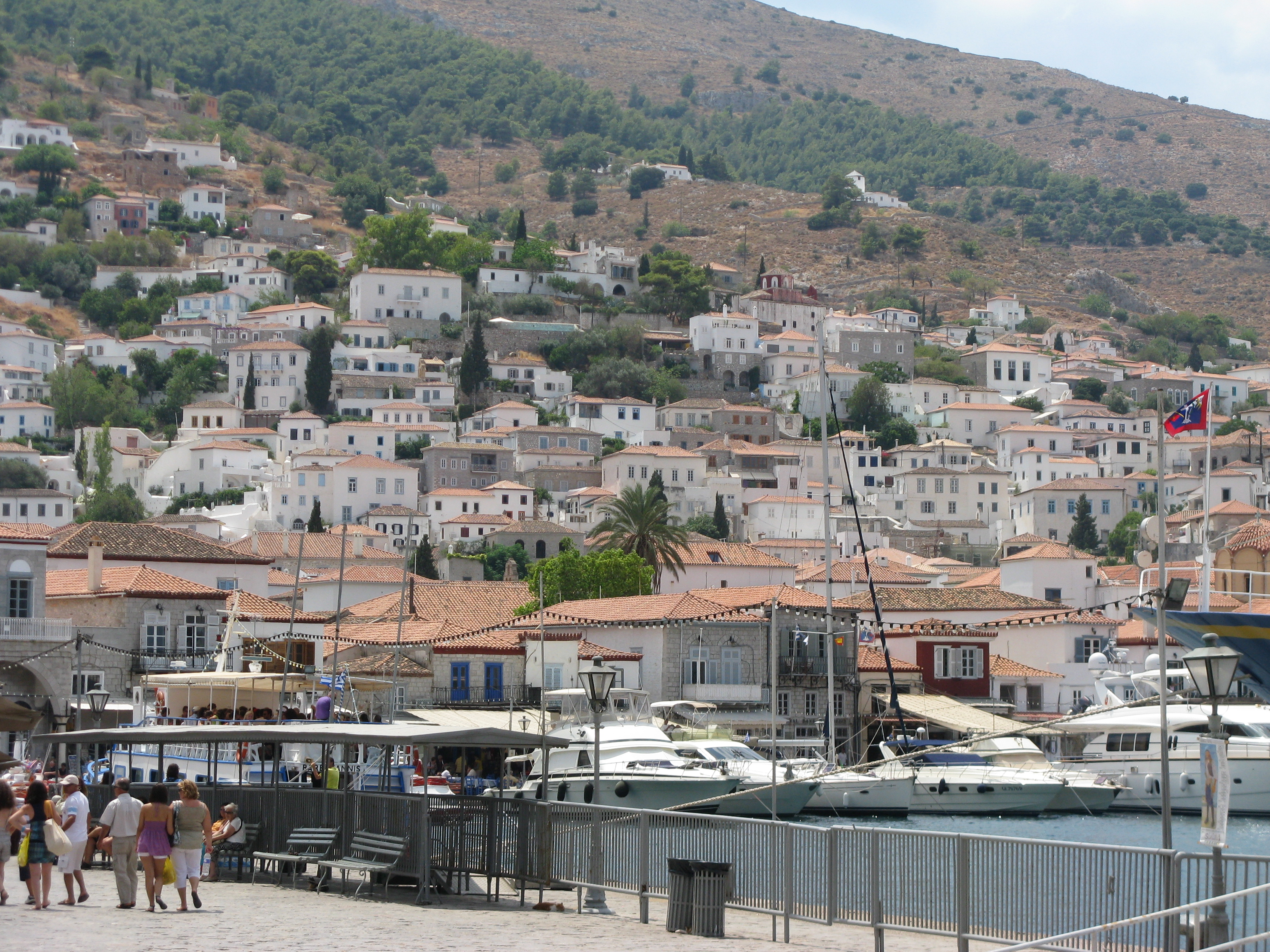
Остров Идра (вид с пристани)
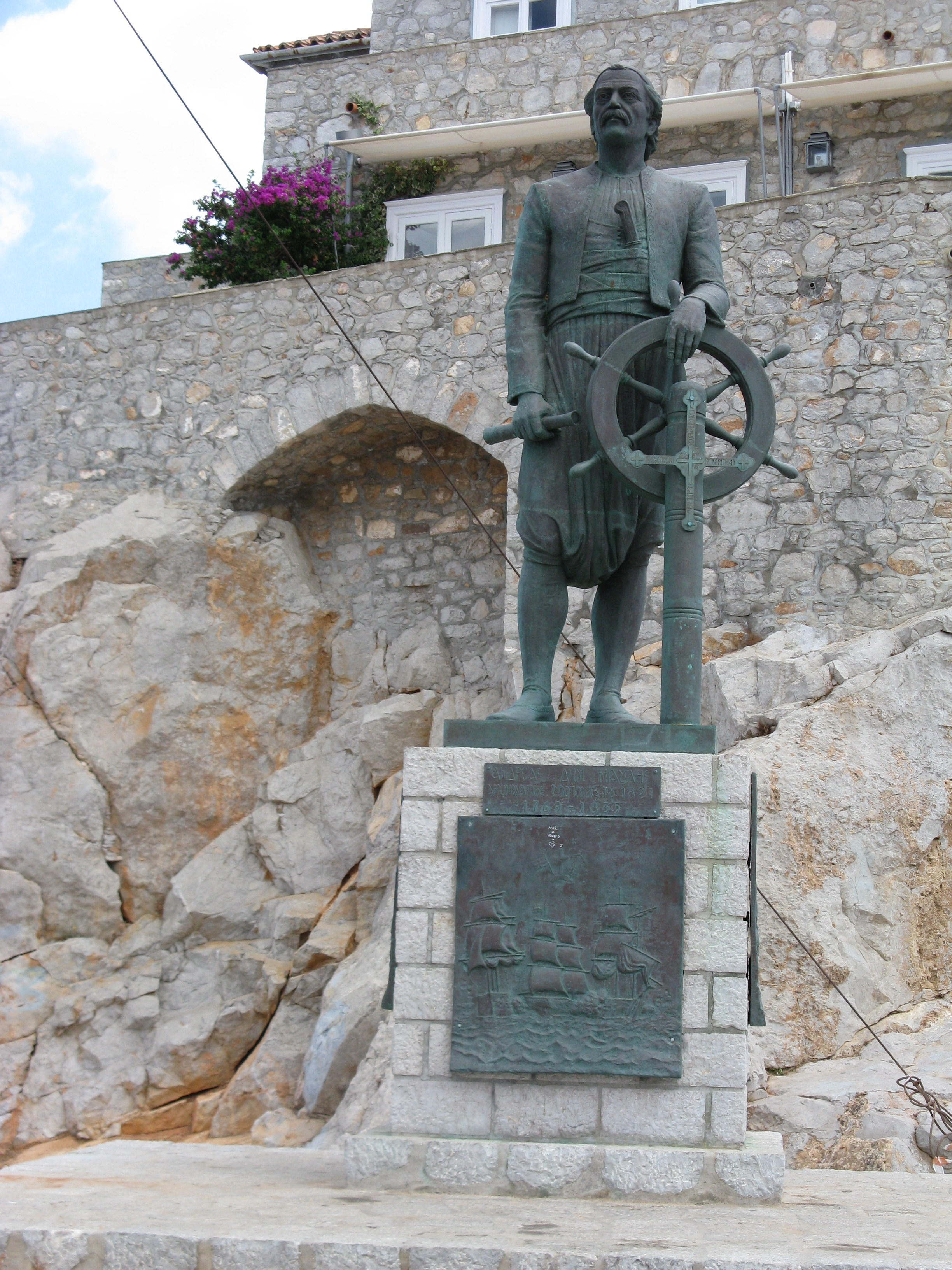
Статуя Миаулиса Андреаса-Вокоса
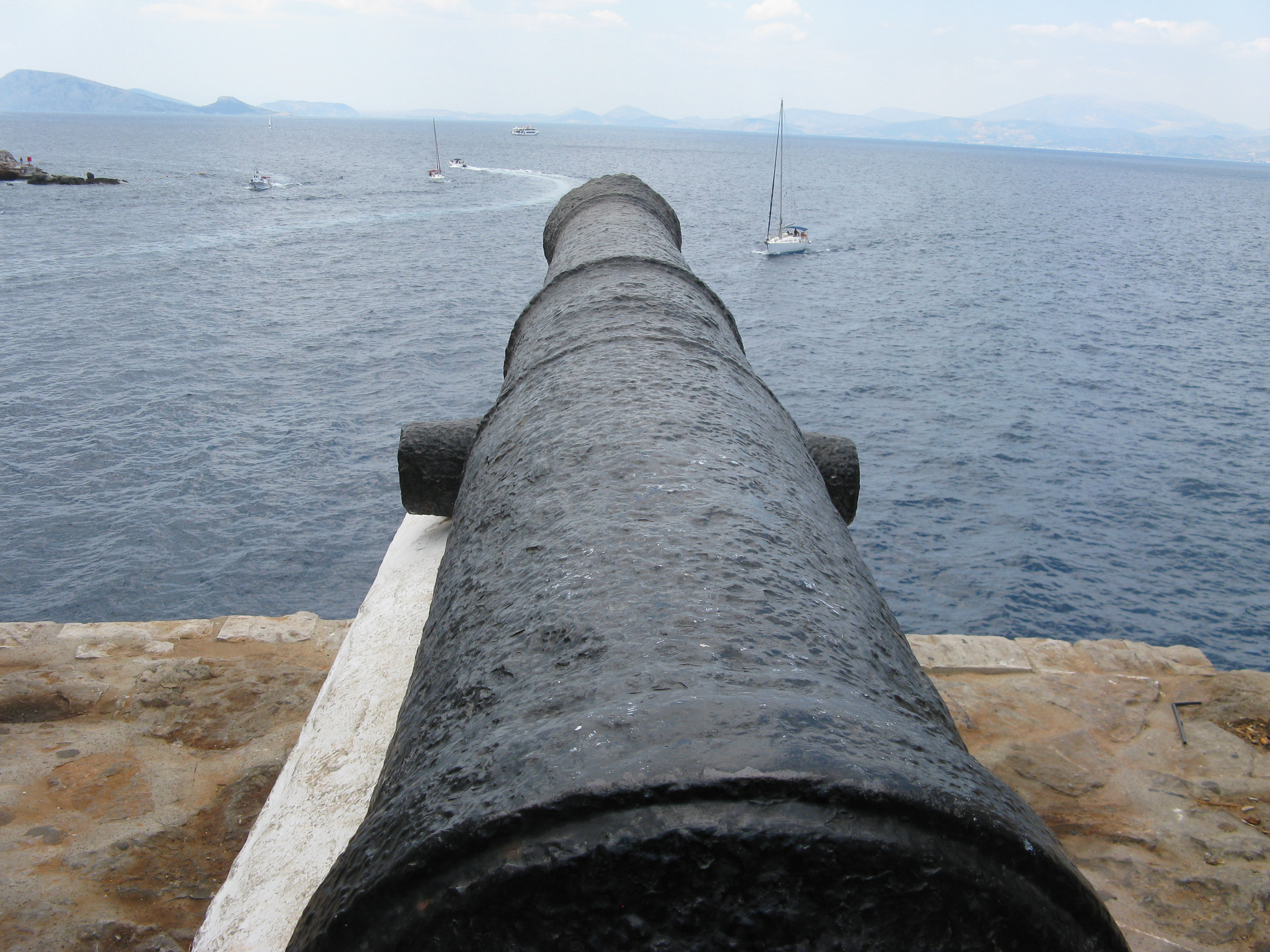
Одна из пушек батареи острова
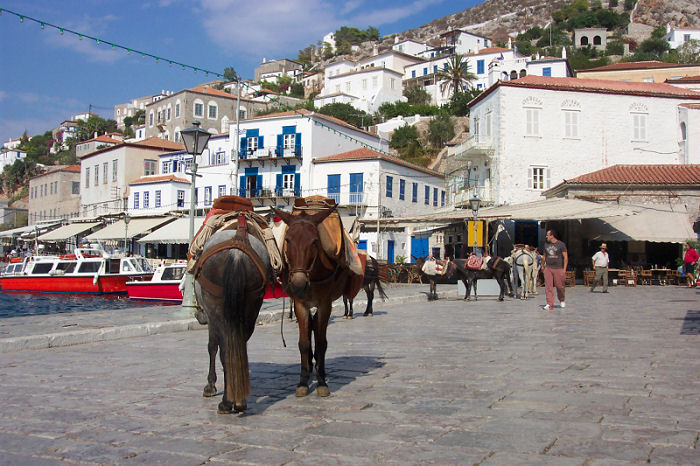
Мулы на острове используются в качестве такси